# Вейн Мак-Бін
Вейн А. Мак-Бін (англ. Wayne A. McBean; 21 лютого 1969, м. Калгарі, Канада) — канадський хокеїст, захисник. 
Виступав за «Медисин-Гет Тайгерс» (ЗХЛ), «Лос-Анджелес Кінгс», «Нью-Гейвен Найтгокс» (АХЛ), «Нью-Йорк Айлендерс», «Спрингфілд Індіанс» (АХЛ), «Кепітал-Дистрикт Айлендерс» (АХЛ), «Солт-Лейк Голден-Іглс» (ІХЛ), «Вінніпег Джетс».
В чемпіонатах НХЛ — 211 матчів (10+39), у турнірах Кубка Стенлі — 2 матчі (1+1).
У складі молодіжної збірної Канади учасник чемпіонату світу 1988.
Досягнення
- Володар Кубка Колдера (1990)
- Володар Меморіального кубка (1987, 1988)
- Чемпіон ЗХЛ (1987, 1988)
- Переможець молодіжного чемпіонату світу (1988)

Нагороди
- Трофей Білла Гантера (1987)
- Трофей Стаффорда Смайта (1987)